# Un cœur en balance
Pour plus de détails, voir Fiche technique et Distribution.
Un cœur en balance (For Better or Worse) est un film américain réalisé par Jason Alexander et sorti en 1995.

## Fiche technique
- Titre original : For Better or Worse
- Titre français : Un cœur en balance
- Réalisation : Jason Alexander
- Scénario : Jeff Nathanson
- Photographie : Michael Jablow
- Musique : Miles Goodman
- Montage : Michael Jablow
- Genre : Comédie dramatique
- Durée : 105 minutes
- Date de sortie : 
  - États-Unis : 19 mars 1995

## Distribution
- Jason Alexander (VF : Philippe Ogouz) : Michael Makeshift
- Lolita Davidovich (VF : Danièle Douet) : Valeri Carboni
- James Woods (VF : Michel Dodane) : Reggie Makeshift
- Joe Mantegna : Stone
- Jay Mohr (VF : William Coryn) : Dwayne
- Robert Costanzo : Ranzier
- Bea Arthur : Beverly Makeshift
- Eda Reiss Merin : Rose
- John Amos : Gray
- Rob Reiner : Dr Plosner
- Haley Joel Osment : Danny
- Tiffany Salerno : Cindy
- Beau Gravitte : Bob
- Jerry Adler : Morton Makeshift
- Una Damon (en) : ?

 Source et légende : version française (VF) sur RS Doublage